# 芮沃寿
芮沃寿（英語：Arthur Frederick Wright，1913年—1976年），美国汉学家、耶鲁大学教授，美国汉学研究的奠基人之一。

## 生平
1947年毕业于哈佛大学并获哲学博士学位。之后任职于斯坦福大学，1958年成为正教授。1959年前往耶鲁大学任教，1961年起任查尔斯·西摩历史学教授（Charles Seymour Professor of History）。1976年在康涅狄格州新伦敦逝世。
前後共有兩位妻子。第一位妻子芮玛丽（Mary Clabough Wright）亦为汉学家。
他與黄仁宇亦有交往，協助《萬曆十五年》的編輯修訂事宜，但於出版前已逝世。

## 著作
- 《中国历史中的佛教》（Buddhism in Chinese History，1959年）
- 《行动中的儒教》（Confucianism in Action，1959年）
- 《儒家信念》（The Confucian Persuasion，1960年）（与杜希德合著）
- 《儒家人格》（Confucian Personalities，1962年）
- 《儒家与中国文明》（Confucianism and Chinese Civilization，1964年）
- 《唐代研究面面观》（Perspectives on the T'ang，1973年）（与杜希德合著）
- 《隋朝——中国的统一》（The Sui Dynasty: The Unification of China，1978年）